# Saint-Gervais-du-Perron
Saint-Gervais-du-Perron ist eine französische Gemeinde im Département Orne in der Normandie. Sie gehört zum Kanton Sées und zum Arrondissement Alençon. 

## Lage
Sie grenzt im Nordwesten an Le Bouillon, im Norden an La Chapelle-près-Sées, im Nordosten an Neauphe-sous-Essai, im Osten an Bursard, im Südosten an Ménil-Erreux und im Südwesten an Écouves. Die Gemeinde liegt im Regionalen Naturpark Normandie-Maine. Das Gemeindegebiet wird vom Fluss Vandre durchquert.

## Bevölkerungsentwicklung
| Jahr      | 1962 | 1968 | 1975 | 1982 | 1990 | 1999 | 2008 | 2015 | 2020 |
| --------- | ---- | ---- | ---- | ---- | ---- | ---- | ---- | ---- | ---- |
| Einwohner | 297  | 227  | 222  | 249  | 293  | 283  | 320  | 386  | 357  |

## Sehenswürdigkeiten
- Kirche Saint-Gervais-Saint-Protais

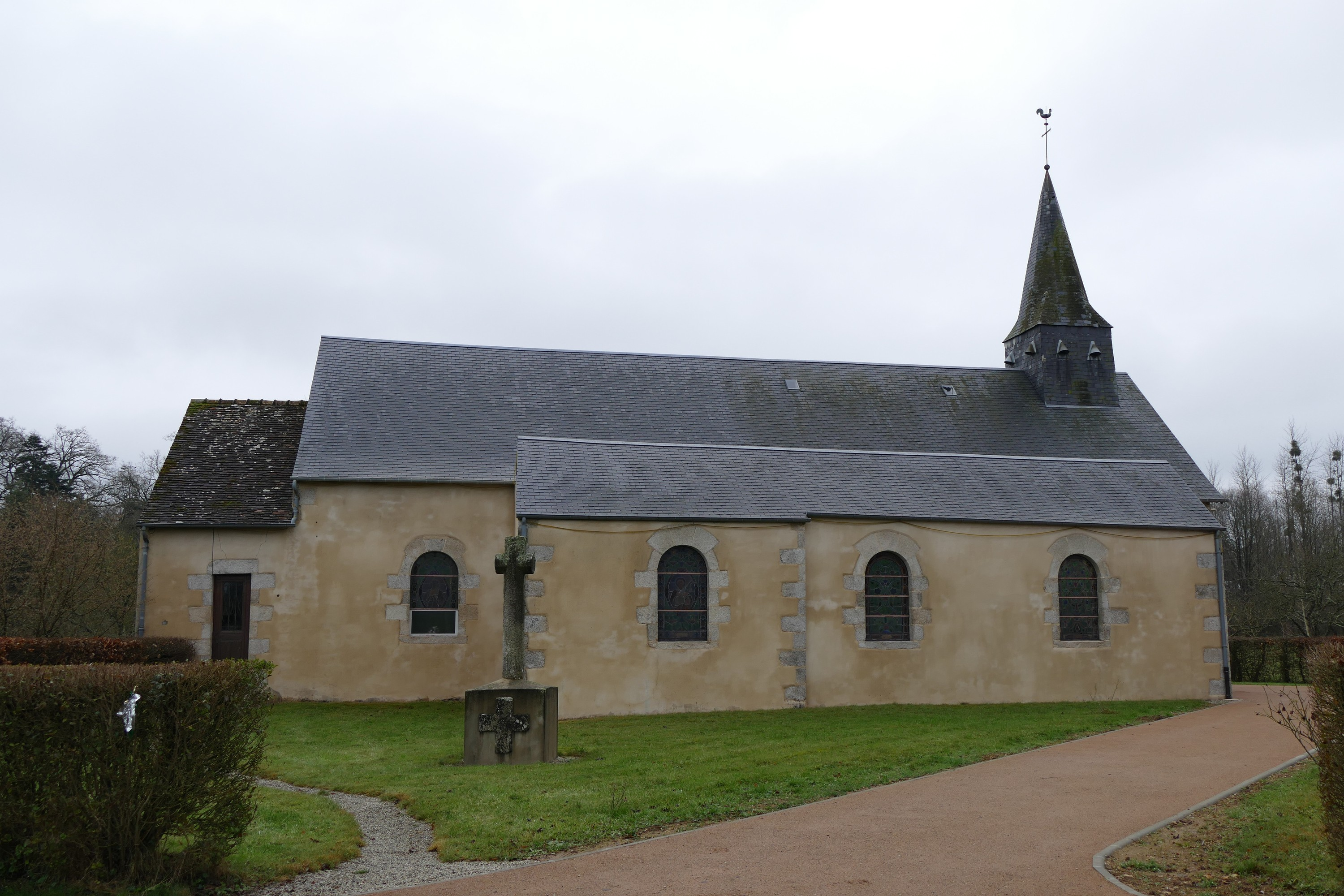
Kirche Saint-Gervais-Saint-Protais